# 少花菝葜
少花菝葜（学名：Smilax basilata）为百合科菝葜属下的一个种。分布在中国云南(东南部)和广西。生于海拔1200-2000米的林下或山坡上。